# 제레미 프림퐁
제레미 아그예쿰 프림퐁(네덜란드어: Jeremie Agyekum Frimpong, 2000년 12월 10일 ~ )은 네덜란드의 축구 선수로 현재 잉글랜드 프리미어리그의 리버풀에서 라이트백으로 뛰고 있다.

## 수상

#### 셀틱
- 스코티시 프리미어십 : 2019-20
- 스코티시 컵 : 2019-20
- 스코티시 리그컵 : 2019-20

#### 바이어 04 레버쿠젠
- 분데스리가 : 2023-24
- DFB 포칼 : 2023-24
- DFL 슈퍼컵 : 2024
- UEFA 유로파리그 준우승 : 2023-24

### 개인
- 키커 분데스리가 시즌의 팀[1] : 2021–22, 2022–23, 2023–24
- 분데스리가 시즌의 팀[2] : 2022–23, 2023–24
- VDV 시즌의 팀 : 2022–23, 2023–24
- UEFA 유로파리그 시즌의 팀 : 2023–24